# Новая Слобода (Арзамасский район)
Новая Слобода́ — деревня в Арзамасском районе Нижегородской области. Входит в состав Абрамовского сельсовета. Деревня окружена лесами. Есть рабочая ферма, пруд.
В деревне расположен скит арзамасского Свято-Николаевского женского монастыря. В 2016 году деревянная церковь была освящена Великим чином в честь Рождества Иоанна Предтечи.